# Kanton Mieste

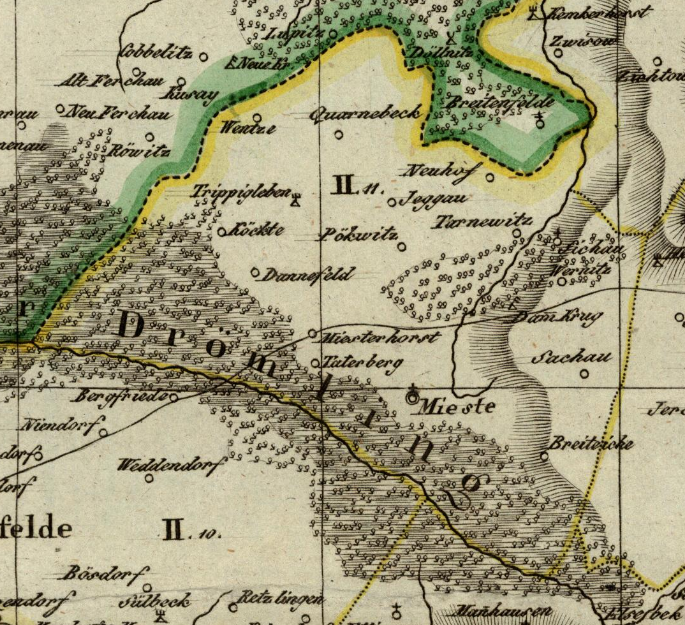
Kanton Mieste im Distrikt Neuhaldensleben des Departments der Elbe (aus Special-Atlas Des Königreichs Westphalen: bestehend aus acht Departements- und einer General-Charte: 7: Charte von dem Departemente der Elbe des Königreichs Westphalen)

Der Kanton Mieste (auch Canton Mieste) war eine Verwaltungseinheit im Königreich Westphalen. Er bestand von 1807 bis zur Auflösung des Königreichs im Jahre 1813 und gehörte nach der Verwaltungsgliederung von 1807 zunächst zum Distrikt Salzwedel des Departements der Elbe, ab 1. September 1810 zum Distrikt Neuhaldensleben des Departements der Elbe.

## Geschichte
Mit der Schaffung des Königreichs Westphalen per Dekret vom 18. August 1807 wurde noch 1807 eine Verwaltungsreform in der vorher preußischen Altmark vorgenommen. Die Altmark kam neben anderen vormals preußischen Landesteilen zum größten Teil in das neu geschaffene Departement der Elbe, das in vier Distrikte (Magdeburg, Neuhaldensleben, Stendal und Salzwedel) gegliedert war. Nach dem Verzeichniß der Departements, Districte, Cantons und Communen des Königreichs vom Dezember 1807 gliederte sich der Distrikt Salzwedel in 15 Kantone (cantons), darunter der Kanton Mieste. Zum Kanton Mieste gehörten (abweichende Originalschreibweisen kursiv):
- Mieste, Kantonshauptort (chef lieu) mit Breiteiche
- Miesterhorst mit Taterberg
- Dannefeld mit Peckfitz (Peckwitz)
- Köckte (Kökte) mit Trippigleben
- Jeggau mit Tarnefitz (Tarnewitz) und Neuhof (ein Haus: )
- Wenze mit Quarnebeck (Quernebeck)
- Sichau mit Wernitz, Dammkrug (nicht lokalisiert) und Sachau

Trippigleben gehörte allerdings als Exklave zum Amt Klötze des Kurfürstentum Hannover, über dessen Gebiete das Königreich Westphalen zu diesem Zeitpunkt noch nicht verfügen konnte. Erst 1810 wurde das Kurfürstentum Hannover durch das Königreich Westphalen auch formal annektiert. Der Ort kam erst nach der Annexion des Kurfürstentums Hannover durch das Königreich Westphalen (formal zum 1. September 1810) an den Kanton Mieste.
Die dem Kanton Mieste zugewiesenen Orte gehörten bis 1807 zum Salzwedelschen Kreis der Altmark. 1808 hatte der Kanton Mieste 2046 Einwohner. 1810 war Kummert Kanton-Maire, und der Kanton hatte 2144 Einwohner. Zum 1. September 1810 wurde der Distrikt Salzwedel (im Departement der Elbe) aufgelöst. Aus acht Kantonen (bzw. neun) wurde ein neuer Distrikt Salzwedel im Departement der Niederelbe gebildet. Der Kanton Mieste wurde dem Distrikt Neuhaldensleben im Departement der Elbe zugewiesen.
Mit dem Zerfall des Königreichs Westphalen nach der Völkerschlacht bei Leipzig wurde der Kanton Mieste in Kreisamt Mieste umbenannt. Bis 1814 blieb das Kreisamt Mieste im Kreis Neuhaldensleben und kam 1815 wieder zum Kreis Salzwedel. Mieste kam dann mit der Kreisreform von 1816 zum damals neu geschaffenen Kreis Gardelegen.